# Higmans grupp
Inom matematiken är Higmans grupp, introducerad av Graham Higman (1951), var det första exemplet på en oändlig ändligt presenterad grupp med inga icke-triviala ändliga kvoter. Kvoten med den maximala äkta normala delgruppen är en ändligtgenererad oändlig enkel grupp.  Higman (1974) upptäckte senare några ändligt presenterade oändliga grupper Gn,r som är enkla om n är jämn och har en enkel delgrupp av index 2 om n är udda, en av vilka är en av Thompsongrupperna.
Higmans grupp är genererad av fyra element a, b, c, d med relationerna
{\displaystyle a^{-1}ba=b^{2},\quad b^{-1}cb=c^{2},\quad c^{-1}dc=d^{2},\quad d^{-1}ad=a^{2}.}